# Guy Ossito Midiohouan
Guy Ossito Midiohouan, né le 12 septembre 1952 à Lomé, est un critique littéraire, essayiste, nouvelliste et universitaire béninois, qui fut professeur de littérature africaine francophone à l'université nationale du Bénin – devenue l'université d'Abomey-Calavi (UAC) – de 1981 à 2017.

## Biographie
De parents béninois, Guy Ossito Midiohouan est né en 1952 à Lomé (Togo) où il effectue sa scolarité primaire et secondaire, notamment au collège Saint-Joseph de 1965 à 1972. Après son baccalauréat, il entreprend des études supérieures et obtient une licence ès lettres en juin 1975 à l'université du Bénin (Togo), future université de Lomé. Il les poursuit en France, d'abord à Grenoble où il consacre son mémoire de maîtrise à Aimé Césaire, puis à Paris, à la Sorbonne. C'est là qu'il soutient en 1979 une thèse de 3e cycle de littérature comparée, intitulée Contribution à l'étude de l'accueil et de la réception critique de la littérature négro-africaine en France, 1808-1948. En 2000, il soutient une habilitation à diriger des recherches (HDR) à l'université de Cergy-Pontoise.
À partir de 1981, il enseigne la littérature africaine francophone à l'université nationale du Bénin. Après 35 ans de carrière, il est admis à faire valoir ses droits à la retraite en 2017.
En parallèle, il collabore avec de nombreuses publications, notamment à la revue Peuples noirs peuples africains, créée par Mongo Beti en 1978, qui lui permet de développer ses intérêts, intimement liés, pour la littérature et la politique : sa réflexion idéologique s'incarne aussi dans l'arène politique. En 1995-1996, il est conseiller aux affaires sociales et culturelles du président Nicéphore Soglo. En 2011, il soutient la candidature d'Abdoulaye Bio Tchané à l'élection présidentielle.
Auteur d'une Histoire de la franc-maçonnerie au Bénin publiée en 1999, Guy Ossito Midiohouan, qui, en janvier 2020, préside la 2e conférence intercontinentale des juridictions écossaises humanistes d’Afrique et de l'Océan indien, célèbre les valeurs humanistes de la transculturalité, issue de la transculturation développée par Fernando Ortiz Fernández, qualifie l'écossisme de « franc-maçonnerie d'élite », mais en dénonce aussi les dérives possibles – notamment du côté de la francophonie, un thème souvent abordé dans son œuvre.
Guy Ossito Midiohouan est marié et père de deux enfants.

## Sélection de publications
Guy Ossito Midiohouan est l'auteur de quelque 200 publications. Quoique très partielle, la liste chronologique ci-dessous se propose de refléter la diversité de ses travaux.
- « Littérature africaine : une critique de la critique » (à propos d'Ousmane Socé Diop) in Peuples noirs, peuples africains, no 18, 1980, p. 75-88 [lire en ligne]
- « Le phénomène des “littératures nationales” en Afrique », in Peuples noirs, peuples africains, no 27, 1982, p. 57-70, [lire en ligne]
- « La gloire du collabo. Réflexion sur l'élection de Léopold Sédar Senghor à l'Académie française », in Peuples noirs, peuples africains, no 35, 1983, p. 41-66, [lire en ligne]
- L'utopie négative d'Alioum Fantouré : essai sur “Le cercle des tropiques”, Paris, 1984
- « Portée idéologique et fondements politiques de la francophonie », in Peuples noirs, peuples africains, no 43, janvier-février 1985, p. 12-36
- L'idéologie dans la littérature négro-africaine d'expression, Paris, 1986
- Nouvelle poésie du Bénin : anthologie, Avignon, 1986
- Oralité, scripturalité, langue et littérature en Afrique, Cotonou, 1987
- « La kola brisée, un roman de Blaise Aplogan », in Le Forum de la semaine, no 90 du 15 au 21 janvier 1992
- Bilan de la nouvelle d'expression française en Afrique noire : bibliographie (en collaboration avec Mathias Dossou), Cotonou, 1994
- Du bon usage de la francophonie: essai sur l'idéologie francophone, Porto-Novo, 1994
- Aimé Césaire pour aujourd'hui et pour demain : anthologie, Saint-Maur, 1995
- « Le leader charismatique dans la dramaturgie d'Aimé Césaire », in Présence africaine, 1995/3, no 151-152, [lire en ligne]
- Maraboutiques. Anthologie de nouvelles, Cotonou, 1996
- Dictionnaire des œuvres littéraires de langue française en Afrique au sud du Sahara (sous la direction d'Ambroise Kom), volume II, Paris, 1996
- « Les “tirailleurs dahoméens” ou la dignité des esclaves », in Africultures, no 11, octobre 1998, p. 20-24, [lire en ligne]
- Histoire de la Franc-maçonnerie au Bénin, Cotonou, 1999
- La nouvelle d'expression française en Afrique Noire. Formes courtes (en collaboration avec Mathias Dossou), Paris, 1999
- Le Bénin littéraire, 1980-1999 (brochure d'accompagnement de l'exposition[8]), Cotonou, 1999
- « Savoir et aliénation en francophonie », in Mots pluriels, no 14, juin 2000, [lire en ligne]
- Écrire en pays colonisé : plaidoyer pour une nouvelle approche des rapports entre la littérature négro-africaine d'expression française et le pouvoir colonial : essai critique, Paris, 2002
- (en) « Lilyan Kesteloot and the History of African Literature », in Research in African Literatures, vol. 33, no 4, Winter 2002, p. 180-198, [lire en ligne], publié en français sous le titre « Lilyan Kesteloot et l'histoire de la littérature négro-africaine » dans Nottingham French Studies, 42(2), September 2003, p. 113-127
- Le Bénin littéraire, 1999-2012, Cotonou, 2013[9]
- Élites africaines et nationalisme : les précurseurs (textes et études), Cotonou, 2013
- Traces à venir, Cotonou, 2014 (recueil de récits et nouvelles)
- Amour de féticheuse de Félix Couchoro (texte établi, annoté et introduit par Guy Ossito Midiohouan), Cotonou, 2015

## Distinctions
- Chevalier de l'Ordre français du Mérite, 1997[10]
- Lauréat du Prix des Sciences de l'Homme et de la Société, CBRST (Centre béninois de la recherche scientifique et technique, 1998[10]
- Lauréat du Trophée du Festival international de théâtre du Bénin, 2010[10]
- Lauréat des Trophées Les Plumes Vaudou, pour son ouvrage Le Bénin littéraire (1999-2012), 2013[10]
- Chevalier, puis officier de l'Ordre national du Bénin, 2014[10].